# Férfi egyéni műkorcsolya az 1952. évi téli olimpiai játékokon
Az 1952. évi téli olimpiai játékokon a műkorcsolya férfi egyéni versenyszámát február 19. és 21. között rendezték. Az aranyérmet az amerikai Dick Button nyerte. A Magyarországot képviselő Czakó György a 12. helyen végzett.

## Eredmények
Kilenc bíró pontozta a versenyzőket. A pontok alapján a bírók mindegyikénél külön-külön kialakult egy sorrend, az egyes szakaszokban (kötelező elemek, kűr) és az összesítésnél is, ez egy helyezési pontszámot is jelentett. Az egyes szakaszok, valamint az összesítés eredménye a következő kritériumok alapján alakult ki:
1. „Többségi helyezések száma”. Az a versenyző végzett előrébb, akit a bírók többsége előrébb rangsorolt. A bírók többsége azt jelentette, hogy a legjobb 5 helyezést adó bíró helyezési pontszámait vették figyelembe, de ha az 5. bíró helyezésével még volt azonos helyezés, akkor az(oka)t is figyelembe vették. Ezt az adatot tartalmazza az oszlop. (Pl. a „6×3+” azt jelenti, hogy a versenyző 6 bírónál az első 3 hely valamelyikén végzett.)
2. „Helyezések összege” (az összes bíró helyezési pontszámainak összege)
3. „Pont” (az összes bíró által adott összpontszám)
4. A kötelező elemek pontszáma

### Kötelező elemek
A kötelező programot február 19-én rendezték.
| Hely. | Versenyző          | Nemzet                 | Többségi helyezések száma | Helyezések összege | Pont    |
| ----- | ------------------ | ---------------------- | ------------------------- | ------------------ | ------- |
| 1.    | Dick Button        | Egyesült Államok (USA) | 9×1+                      | 9,0                | 1,000,2 |
| 2.    | Helmut Seibt       | Ausztria (AUT)         | 8×2+                      | 19,0               | 957,7   |
| 3.    | James Grogan       | Egyesült Államok (USA) | 6×3+                      | 29,0               | 927,4   |
| 4.    | Peter Firstbrook   | Kanada (CAN)           | 8×5+                      | 41,0               | 891,0   |
| 5.    | Hayes Alan Jenkins | Egyesült Államok (USA) | 6×5+                      | 47,0               | 877,6   |
| 6.    | Carlo Fassi        | Olaszország (ITA)      | 9×6+                      | 45,0               | 865,5   |
| 7.    | Alain Giletti      | Franciaország (FRA)    | 8×7+                      | 63,0               | 813,2   |
| 8.    | Freimut Stein      | Németország (GER)      | 9×8+                      | 71,0               | 765,9   |
| 9.    | François Pache     | Svájc (SUI)            | 6×10+                     | 93,0               | 704,9   |
| 10.   | Per Cock-Clausen   | Dánia (DEN)            | 6×10+                     | 97,0               | 699,5   |
| 11.   | Kurt Oppelt        | Ausztria (AUT)         | 5×11+                     | 100,0              | 683,1   |
| 12.   | Adrian Swan        | Ausztrália (AUS)       | 5×11+                     | 102,5              | 678,4   |
| 13.   | Kalle Tuulos       | Finnország (FIN)       | 7×13+                     | 110,5              | 659,4   |
| 14.   | Czakó György       | Magyarország (HUN)     | 5×13+                     | 118,0              | 640,1   |

### Kűr
A kűrt február 21-én rendezték. A pontszám a bírók által adott pontok 7-szerese.
| Hely. | Versenyző          | Nemzet                 | Többségi helyezések száma | Helyezések összege | Pont  |
| ----- | ------------------ | ---------------------- | ------------------------- | ------------------ | ----- |
| 1.    | Dick Button        | Egyesült Államok (USA) | 9×1+                      | 9,0                | 730,1 |
| 2.    | James Grogan       | Egyesült Államok (USA) | 8×2+                      | 19,0               | 700,0 |
| 3.    | Hayes Alan Jenkins | Egyesült Államok (USA) | 8×3+                      | 26,5               | 693,7 |
| 4.    | Peter Firstbrook   | Kanada (CAN)           | 6×5+                      | 47,0               | 667,1 |
| 5.    | Helmut Seibt       | Ausztria (AUT)         | 5×6+                      | 51,0               | 663,6 |
| 6.    | Carlo Fassi        | Olaszország (ITA)      | 6×6+                      | 52,0               | 662,9 |
| 7.    | Alain Giletti      | Franciaország (FRA)    | 6×6+                      | 54,0               | 655,9 |
| 8.    | Freimut Stein      | Németország (GER)      | 9×8+                      | 65,5               | 637,7 |
| 9.    | Adrian Swan        | Ausztrália (AUS)       | 5×9+                      | 86,0               | 569,8 |
| 10.   | Kurt Oppelt        | Ausztria (AUT)         | 5×11+                     | 100,5              | 550,2 |
| 11.   | François Pache     | Svájc (SUI)            | 6×12+                     | 101,0              | 554,4 |
| 12.   | Czakó György       | Magyarország (HUN)     | 7×12+                     | 102,0              | 550,9 |
| 13.   | Kalle Tuulos       | Finnország (FIN)       | 7×13+                     | 116,5              | 521,5 |
| 14.   | Per Cock-Clausen   | Dánia (DEN)            | 9×14+                     | 115,0              | 504,0 |

### Végeredmény
| Helyezés | Versenyző          | Nemzet                 | Helyezési pontszámok bírónként | Helyezési pontszámok bírónként | Helyezési pontszámok bírónként | Helyezési pontszámok bírónként | Helyezési pontszámok bírónként | Helyezési pontszámok bírónként | Helyezési pontszámok bírónként | Helyezési pontszámok bírónként | Helyezési pontszámok bírónként | Több. hely. száma | Hely. össz. | Pont   |
| Helyezés | Versenyző          | Nemzet                 | 1                              | 2                              | 3                              | 4                              | 5                              | 6                              | 7                              | 8                              | 9                              | Több. hely. száma | Hely. össz. | Pont   |
| -------- | ------------------ | ---------------------- | ------------------------------ | ------------------------------ | ------------------------------ | ------------------------------ | ------------------------------ | ------------------------------ | ------------------------------ | ------------------------------ | ------------------------------ | ----------------- | ----------- | ------ |
| Arany    | Dick Button        | Egyesült Államok (USA) | 1,0                            | 1,0                            | 1,0                            | 1,0                            | 1,0                            | 1,0                            | 1,0                            | 1,0                            | 1,0                            | 9×1+              | 9           | 1730,3 |
| Ezüst    | Helmut Seibt       | Ausztria (AUT)         | 4,0                            | 2,0                            | 2,0                            | 2,0                            | 2,0                            | 3,0                            | 2,0                            | 4,0                            | 2,0                            | 6×2+              | 23          | 1621,3 |
| Bronz    | James Grogan       | Egyesült Államok (USA) | 2,0                            | 3,0                            | 3,0                            | 3,0                            | 3,0                            | 2,0                            | 3,0                            | 2,0                            | 3,0                            | 9×3+              | 24          | 1627,4 |
| 4.       | Hayes Alan Jenkins | Egyesült Államok (USA) | 3,0                            | 5,0                            | 5,0                            | 5,0                            | 5,0                            | 5,0                            | 4,0                            | 3,0                            | 5,0                            | 9×5+              | 40          | 1571,3 |
| 5.       | Peter Firstbrook   | Kanada (CAN)           | 5,0                            | 4,0                            | 6,0                            | 6,0                            | 4,0                            | 4,0                            | 5,0                            | 5,0                            | 4,0                            | 7×5+              | 43          | 1558,1 |
| 6.       | Carlo Fassi        | Olaszország (ITA)      | 6,0                            | 6,0                            | 4,0                            | 4,0                            | 6,0                            | 6,0                            | 6,0                            | 6,0                            | 6,0                            | 9×6+              | 50          | 1528,4 |
| 7.       | Alain Giletti      | Franciaország (FRA)    | 7,0                            | 7,0                            | 7,0                            | 7,0                            | 7,0                            | 7,0                            | 7,0                            | 7,0                            | 7,0                            | 9×7+              | 63          | 1469,1 |
| 8.       | Freimut Stein      | Németország (GER)      | 8,0                            | 8,0                            | 8,0                            | 8,0                            | 8,0                            | 8,0                            | 8,0                            | 8,0                            | 8,0                            | 9×8+              | 72          | 1403,6 |
| 9.       | François Pache     | Svájc (SUI)            | 12,0                           | 9,0                            | 9,0                            | 14,0                           | 10,0                           | 9,0                            | 9,0                            | 11,0                           | 9,0                            | 5×9+              | 92          | 1259,3 |
| 10.      | Adrian Swan        | Ausztrália (AUS)       | 9,0                            | 11,0                           | 11,0                           | 11,0                           | 11,0                           | 12,0                           | 10,0                           | 10,0                           | 10,0                           | 8×11+             | 95          | 1248,2 |
| 11.      | Kurt Oppelt        | Ausztria (AUT)         | 11,0                           | 10,0                           | 10,0                           | 9,0                            | 12,0                           | 11,0                           | 11,0                           | 13,0                           | 11,0                           | 7×11+             | 98          | 1233,3 |
| 12.      | Czakó György       | Magyarország (HUN)     | 10,0                           | 13,0                           | 13,0                           | 12,0                           | 14,0                           | 14,0                           | 12,0                           | 12,0                           | 12,0                           | 5×12+             | 112         | 1191,0 |
| 13.      | Kalle Tuulos       | Finnország (FIN)       | 14,0                           | 12,0                           | 12,0                           | 13,0                           | 13,0                           | 13,0                           | 13,0                           | 9,0                            | 13,0                           | 8×13+             | 112         | 1180,9 |
| 14.      | Per Cock-Clausen   | Dánia (DEN)            | 13,0                           | 14,0                           | 14,0                           | 10,0                           | 9,0                            | 10,0                           | 14,0                           | 14,0                           | 14,0                           | 9×14+             | 112         | 1203,5 |